# Saphanidus jordani
Saphanidus jordani är en skalbaggsart som beskrevs av Pierre Lepesme och Stefan von Breuning 1956. Saphanidus jordani ingår i släktet Saphanidus och familjen långhorningar. Inga underarter finns listade i Catalogue of Life.